# Salakaria
Salakaria is een bestuurslaag in het regentschap Ciamis van de provincie West-Java, Indonesië. Salakaria telt 3029 inwoners (volkstelling 2010).